# Arrecife
Arrecife is een gemeente en de hoofdplaats van Lanzarote, een van de tot Spanje behorende Canarische Eilanden. De stad ligt aan de oostkust van het eiland en telt 58.537 inwoners (1 januari 2016). Arrecife werd in 1852 de hoofdplaats van het eiland en volgde daarmee de oude hoofdstad Teguise op.
Voornaamste bronnen van inkomsten zijn landbouw, handel en in toenemende mate het toerisme.
In- en uitvoer van goederen vindt plaats via de haven van Arrecife, waar ook een visverwerkende industrie is gevestigd.

## Luchthaven
Met Arrecife, of ACE, wordt eveneens de naam van de nabijgelegen internationale luchthaven Guasimeta aangeduid, welke voor dit doel in enkele decennia enorm werd uitgebreid.

## Bezienswaardigheden
- Castillo de San José, een 18e-eeuws vestingwerk.
- Castillo de San Gabriel, gebouwd om de haven te beschermen tegen piraten.

## Sport
Arrecife is de thuisstad van de voetbalploeg UD Lanzarote, die sinds 2010 in de Tercera División speelt.

## Geboren in Arrecife
- César Manrique (1919-1992), kunstschilder, beeldhouwer, architect en bouwadviseur
- Alejandro Hernández (1982), Spaans voetbalscheidsrechter

## Foto's

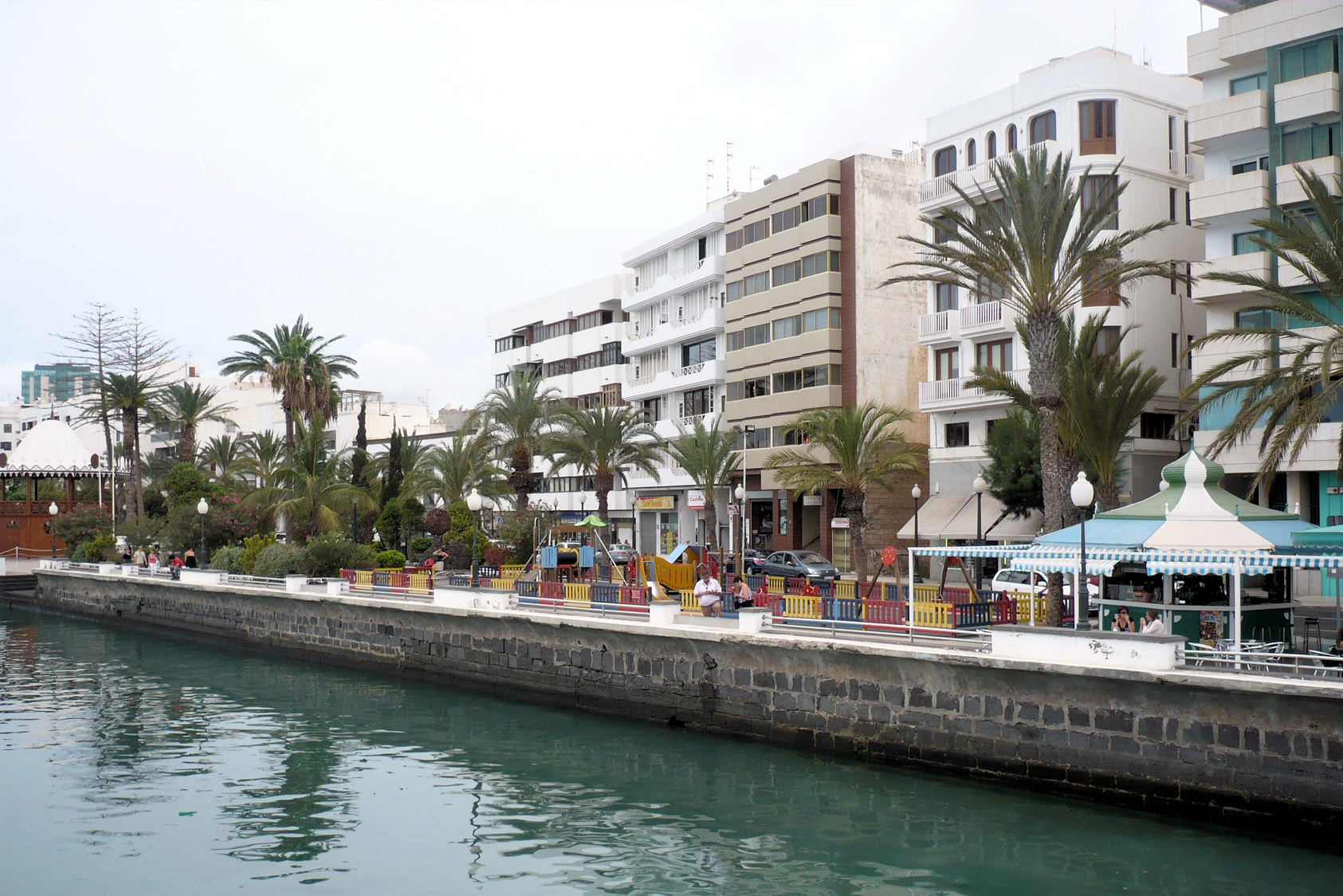
Promenade
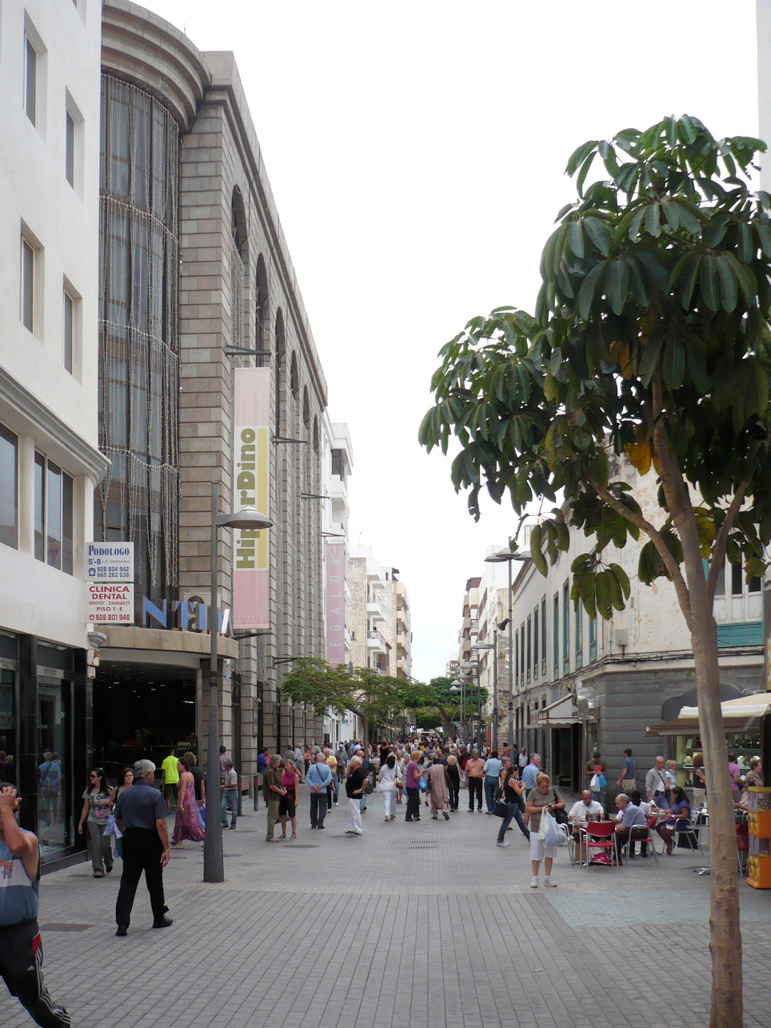
Voetgangersgebied Calle de León y Castillo
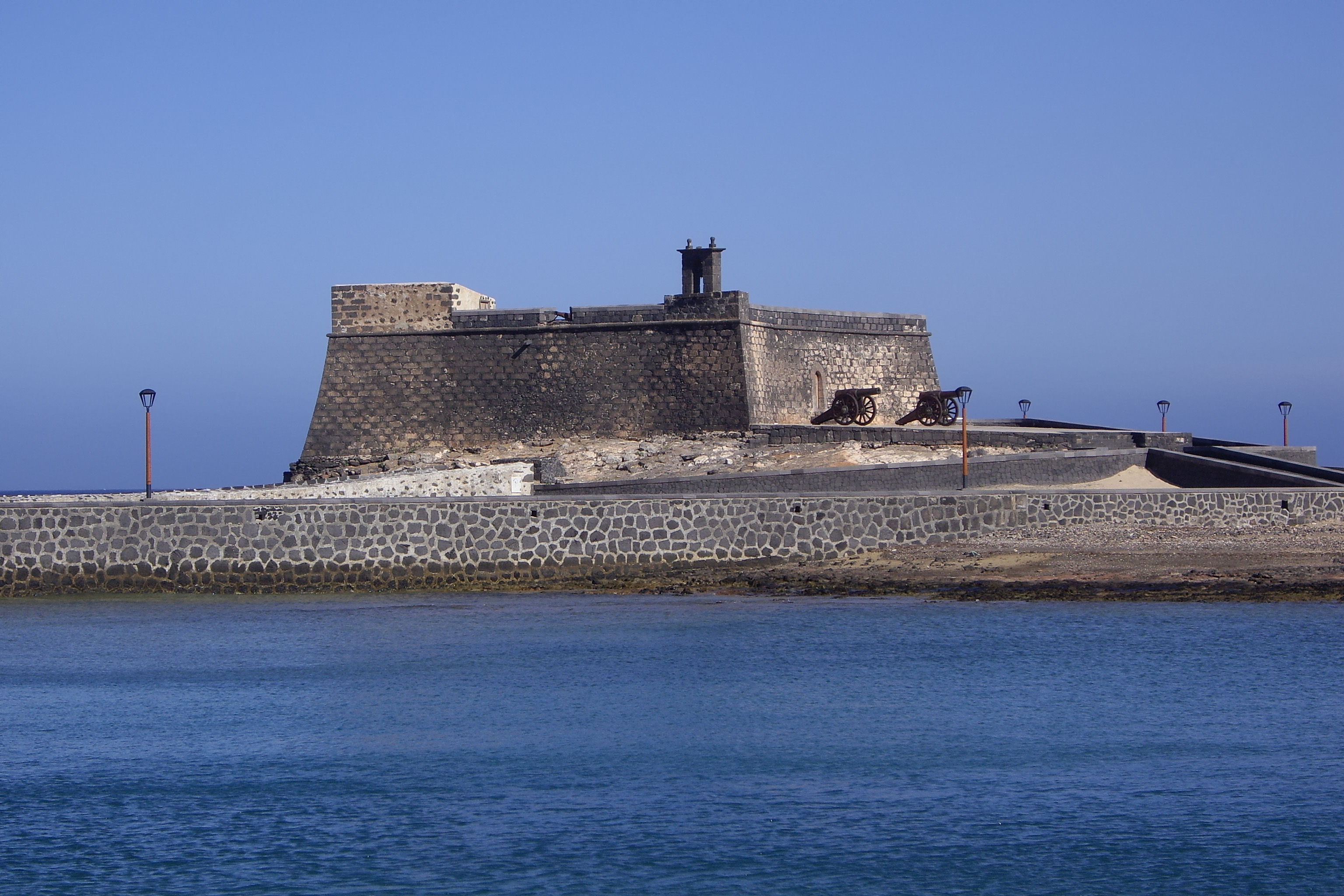
Castillo de San Gabriel

## Demografische ontwikkeling
Bron: INE; 1857-2011: volkstellingen
Arrecife · Haría · San Bartolomé · Teguise · Tías · Tinajo · Yaiza